# Petronella Oortman

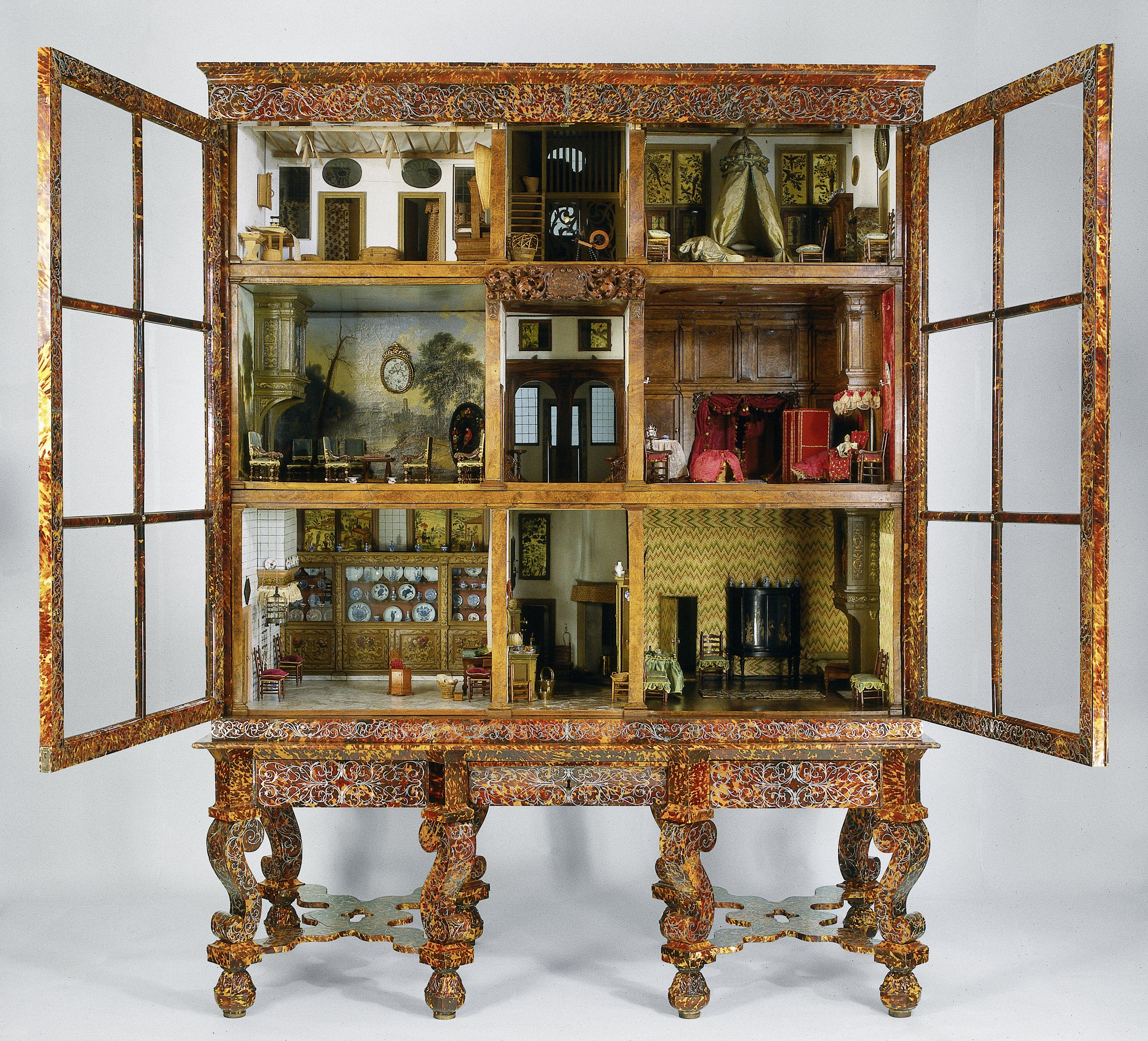
Het kabinetpoppenhuis van Petronella Oortman (Rijksmuseum Amsterdam

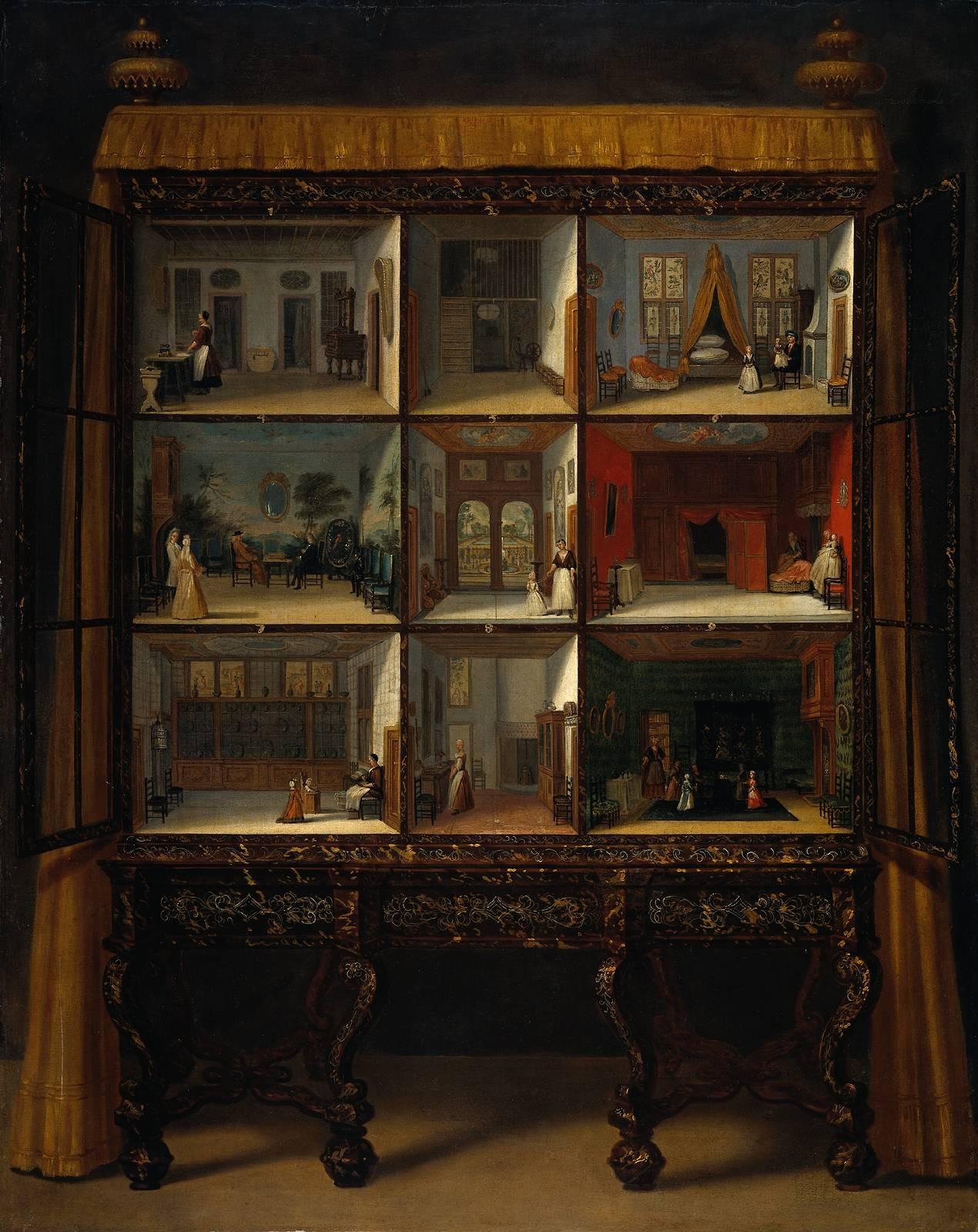
Het kabinetpoppenhuis van Petronella Oortman op een schilderij van Jacob Appel (1710) Rijksmuseum Amsterdam

Petronella Oortman (Amsterdam, 1656 - aldaar, 1716) werd bekend door haar kabinetpoppenhuis, dat zich bevindt in het Rijksmuseum te Amsterdam. Dit poppenhuis is cultuurhistorisch zeer interessant omdat het een beeld geeft van de huishouding van de zeer gegoede stand in deze tijd.

## Geschiedenis
De rijke weduwe Oortman was in 1686 getrouwd met zijdelakenkoopman Johannes Brandt, zij woonden in Amsterdam in de Warmoesstraat en kregen vier kinderen. Oortman liet evenals enkele andere rijke Amsterdamse burgervrouwen, een poppenhuis bouwen in de vorm van een kunstkabinet. Zij werkte eraan vanaf 1686 tot 1710 en richtte het in met kostbare materialen en bijzondere miniaturen, die in de stad volop beschikbaar waren. Ook gaf ze vaak opdrachten aan ambachtslieden, het huis kostte voor die tijd een vermogen. De kwaliteit van het geheel was bijzonder hoog, het kabinetpoppenhuis was een bezienswaardigheid en de eigenares toonde het vol trots. Het poppenhuis was in de 18e eeuw als kunstkabinet al zeer beroemd, uit binnen- en buitenland kwamen bezoekers kijken. De Duitser Zacharias von Uffenbach bezocht in 1718 het poppenhuis en beschreef het in zijn reisverslag. Er werd hem verteld dat de kast van het poppenhuis gemaakt was door een Franse vakman die ook aan het hof van Versailles had gewerkt. Vanaf 1821 werd het openbaar tentoongesteld; vanaf 1887 staat het opgesteld in het Rijksmuseum.

## Het kabinetpoppenhuis
Het poppenhuis is groter dan de andere poppenhuizen in die tijd. De eikenhouten kast werd prachtig versierd met marqueterie van schildpad en fijn gegraveerd tin en de initialen B en O van Brandt en Oortman. De interieurs zijn zeer gedetailleerd en hebben natuurgetrouwe maatverhoudingen. De verzameling verbeeldt de perfecte huishouding in die tijd. Schilder Jacob Appel vervaardigde in 1710 een nauwkeurig portret van het huis, met glasdeuren en gordijnen. Het schilderij toont onder meer een aantal poppen en een tuin, maar deze zijn later uit het echte huis verdwenen, alleen een baby zit nog in een stoel.

## Roman
Het poppenhuis van Petronella Oortman inspireerde de Britse schrijfster Jessie Burton in 2014 tot het schrijven van de roman The Miniaturist, waar de BBC in 2017 een driedelige tv-serie van maakte. 

## Indeling van het huis
Het poppenhuis bestaat uit de Kleerzolder met de meidenkamers,  de Turf- en Provisiezolder, de Kinderkamer, de Zaal, het Voorhuis met het comptoir, de Kraamkamer, de Pronkkeuken, de Kookkeuken, de Kelder en de Tapijtkamer met de bibliotheek.
- Op de Kleerzolder zien we hoe men destijds het buitenshuis gewassen linnengoed op stokken droogde en op de strijktafel met geelkoperen strijkijzers en gloeiende kooltjes gladstreek. Het gestreken goed ligt in een bak. De zware linnenpers is bestemd voor de lakens en het damast. De twee meidenkamers hebben ieder een bedstee met gebloemde gordijnen, een stoel en een po.
- Op de Turf- en Provisiezolder vinden we het spinnewiel, stoven, voorraadpotten, een rattenval en opgestapelde turf naast gekloofd hout. De manden dienen voor het vervoer naar de haardplaatsen in huis.
- De Kinderkamer is luxueus uitgevoerd. Het kinderbed, de wieg, de tafel en de stoelen hebben bekledingen en kussens van gele zijde met lichtblauwe geplooide passementen. De lijsten van de spiegel en de schilderijen zijn verguld. De notenhouten kast bevat kinderkleren. Voor de ramen zien we gesloten luiken en bespanningen, beschilderd met bloemen en papegaaien. Jacob Appel beeldde op zijn schilderij in de kinderkamer twee kinderen uit, waarvan één op schoot zit bij een boer in Waterlandse dracht.
- De Zaal toont de status en de rijkdom van de bewoners door kostbare wandschilderingen met berglandschappen, van vloer tot plafond, en een schilderstuk in de haard. In de hoek staat een fraai beschilderde opklaptafel. De stoelen zijn versierd met snijwerk, fluweel, franje en galon. Op het schilderij van Appel spelen twee poppen een partijtje triktak in de zaal. De twee kwispedoors zijn gemaakt van Japans Kakiemonporselein.
- In het Voorhuis maken wit Italiaans marmer, donkere hardsteen en grisailles meteen indruk op de bezoeker. Op beschilderde plafonds zweven de Dageraad en Mercurius, de god van de handel. De bogen achteraan het voorhuis leiden naar een denkbeeldig trappenhuis. In het kantoortje boven het voorhuis, het comptoir, kan de heer des huizes zijn administratie doen. Het schilderij van Appel maakt achter de bogen nog een geometrisch aangelegde tuin zichtbaar, met beelden, potplanten en een vergezicht. Deze tuin bevond zich ooit in een los inschuifbaar vak achter het voorhuis, met miniatuurplanten en een mechaniek, waardoor een fontein water kon spuiten. Von Uffenbach schreef hier in zijn reisverslag vol bewondering over. Dit tuinkastje is in de 18e eeuw verdwenen.
- Poppenhuizen bieden belangrijke informatie over de inrichting van kraamkamers in de 17e eeuw. In de alkoof van deze Kraamkamer staat het rijk beklede hemelbed, voorzien van een fraai geborduurde sprei en rode bedgordijnen. Deze rode zijde komt vaak terug in de kamer, zoals in de alkoofgordijnen, het wiegenkleed, de kussens en de wandbespanningen. In de ziekenstoel ligt het keurig ingebakerde kraamkindje, de enige overgebleven pop in dit poppenhuis. Op een kastje staat het theeservies al klaar, met een ketel op een komfoortje en een kraantjeskan. Op het beschilderde schoorsteenstuk vindt de dochter van de farao het kindje Mozes in zijn biezen mandje, een heel toepasselijk thema in dit vertrek.
- In de Pronkkeuken zien we achter glasdeuren de fraaie porseleinverzameling, besteld in China en Japan. Mooi beschilderde onderpanelen verbergen de glasverzameling. Door voorzetramen met Chinese beschilderingen, tegeltjes van vloer tot plafond, een plafondbeschildering en een papegaai in een kooi, maakt de keuken een kostbare indruk. Jacob Appel schilderde een kindermeisje met twee kinderen in deze ruimte. Haar naai- en kantklosspullen liggen nog op de uitklaptafel.
- De Kookkeuken is een eenvoudig vertrek met balken, witte muren en groen geschilderde kasten. Hier bereidt men het eten. Schotels met confituren en vruchten staan al klaar. De pomp kon vroeger echt water oppompen uit een reservoirtje onder de gootsteen. Veel gebruiksvoorwerpen in deze keuken uit de 17e eeuw komen in het groot nauwelijks meer voor, zoals de hengselmandjes met zilveren vorkjes en piepkleine mesjes. Achter in de keuken zien we het houten secreet.
- De Kelder bevindt zich in een lade onder de kookkeuken. Witgekalkte muren, schappen, vlonders en op de vloer geschilderde bruine en groene plavuizen geven een goed beeld van een kelder uit die tijd, evenals kannen, aardewerk kookpotten en vuurtestjes. Emmers en bezems staan al klaar voor de schoonmaak. Achter een witgeschilderd hekwerk dat op slot kan, wordt de voorraad wijn en bier bewaard. Sommige flessen bevatten nog de oorspronkelijke oude kurkjes, twee biervaten hebben een kraantje.
- De Tapijtkamer heeft een bijzondere in zigzagpatroon geborduurde wandbespanning: geel, roze en groen in aflopende tinten. Zulke bespanning kwam in de 17e eeuw veel vaker voor, maar bleef slechts in miniatuur bewaard in het poppenhuis. Oorspronkelijk was de tapijtkamer een rouwkamer: Jacob Appel beeldde hier een opgebaard kindje uit. Op de schoorsteen zien we een schilderij met Christus, die de kinderen tot zich laat komen, een passend thema voor deze kamer. Door een deur in de achterwand komen we in de bibliotheek. Daar ligt op een lessenaar een in 1750 toegevoegde bijbel. In de kast met gordijnen staan 84 boekjes, mooi gebonden in leer en perkament, ze bevatten vooral uitgeknipte prentjes over allerlei onderwerpen.

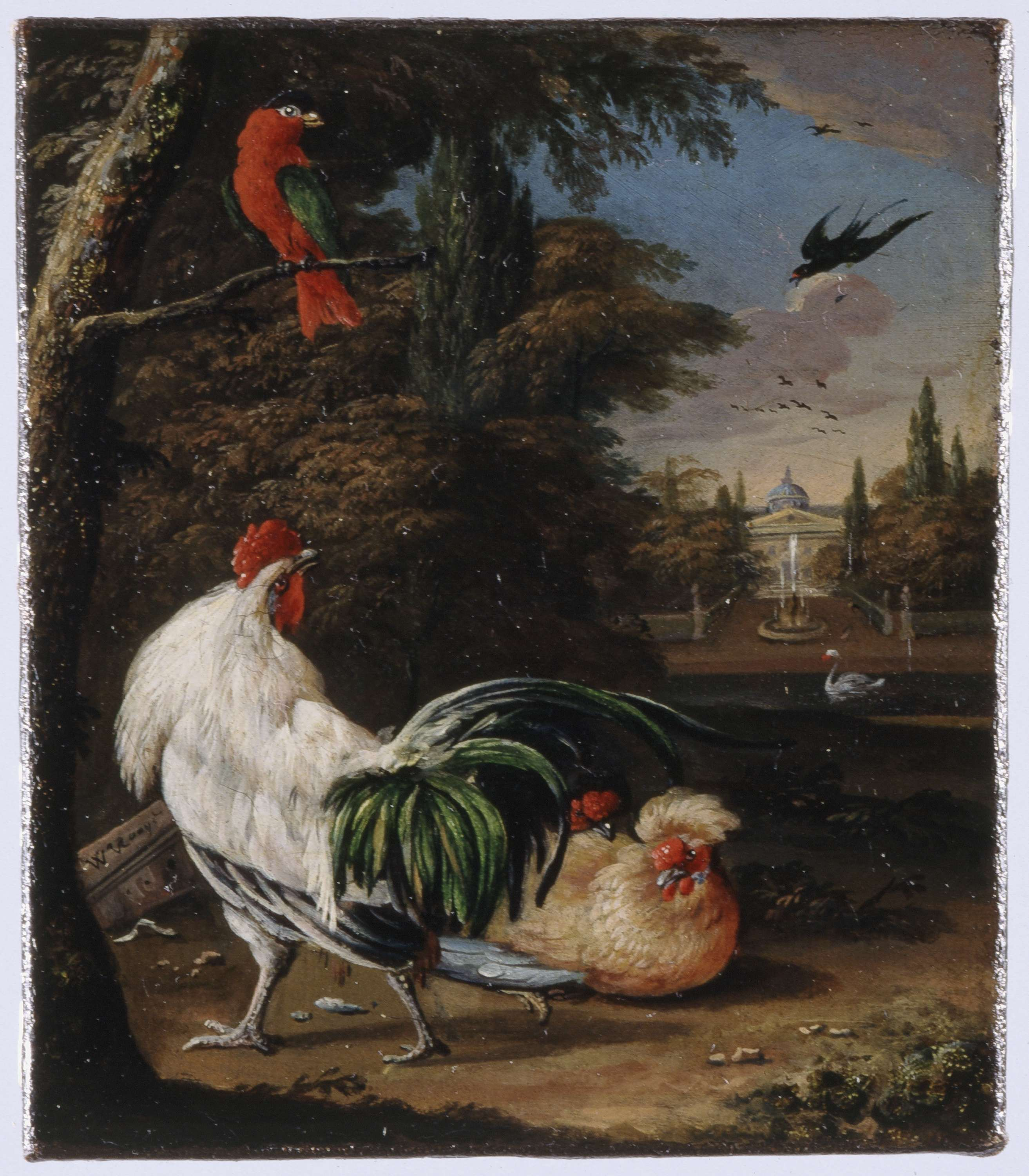
Vogels in een park
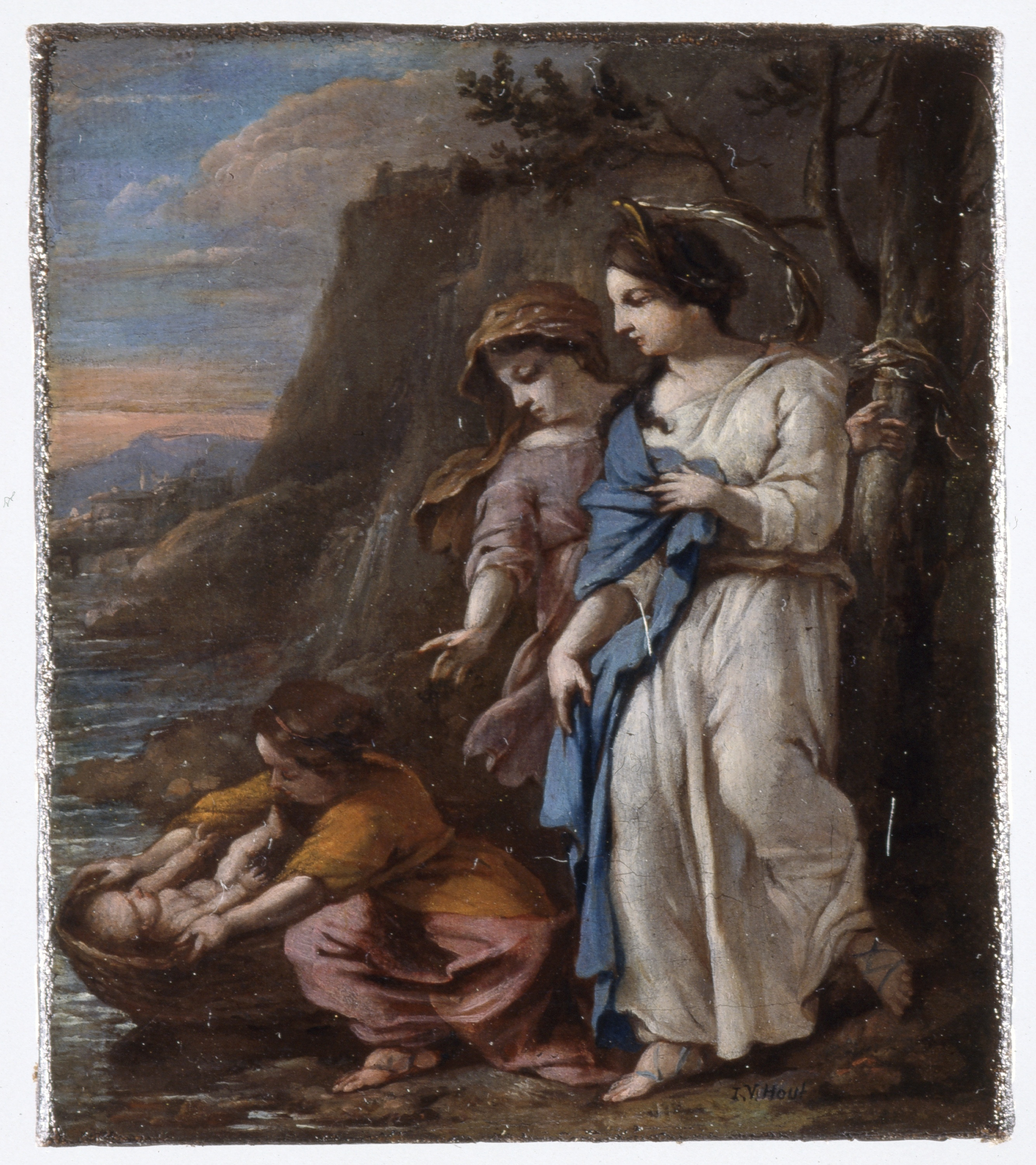
Farao's dochter vindt Mozes
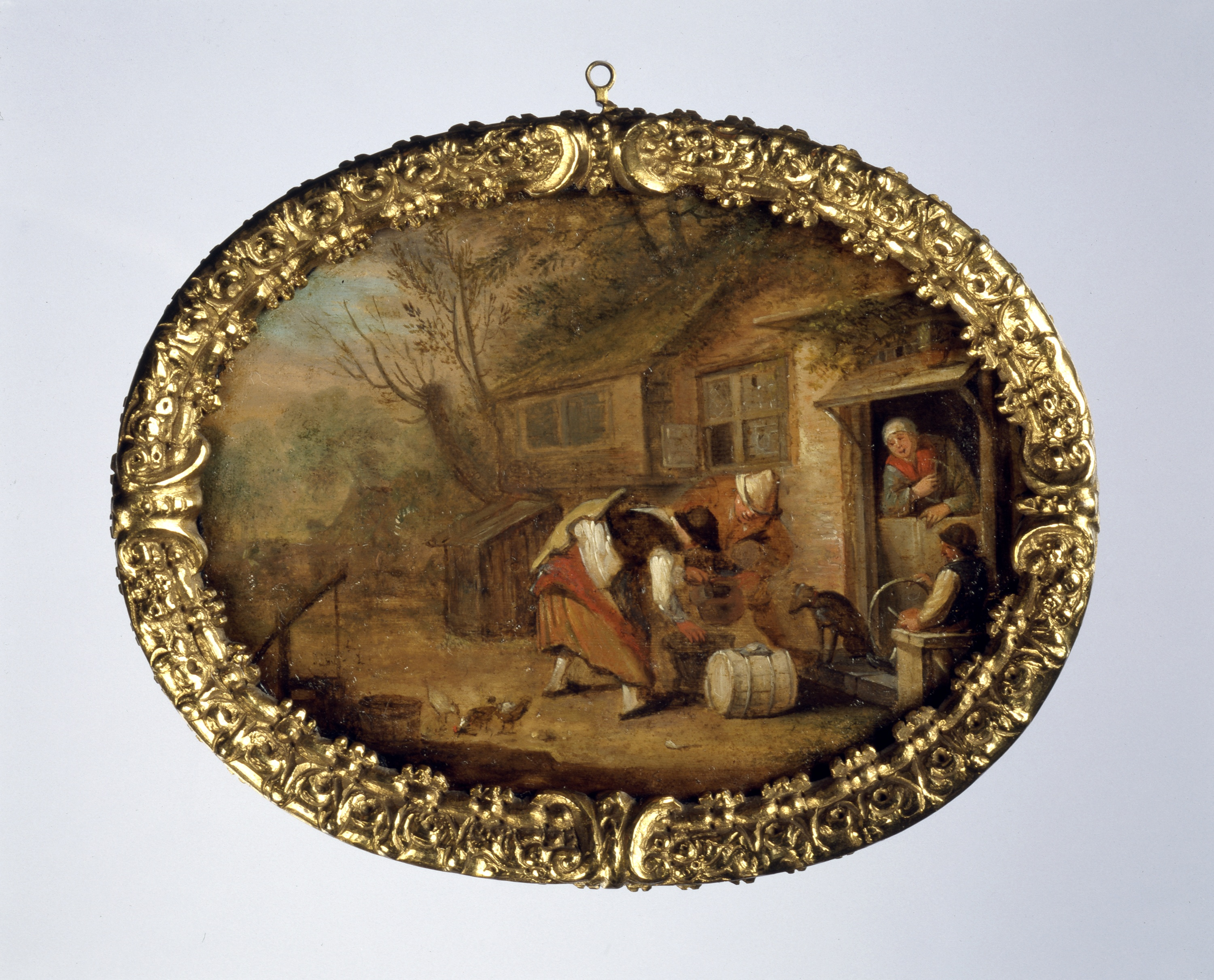
De Koopvrouw
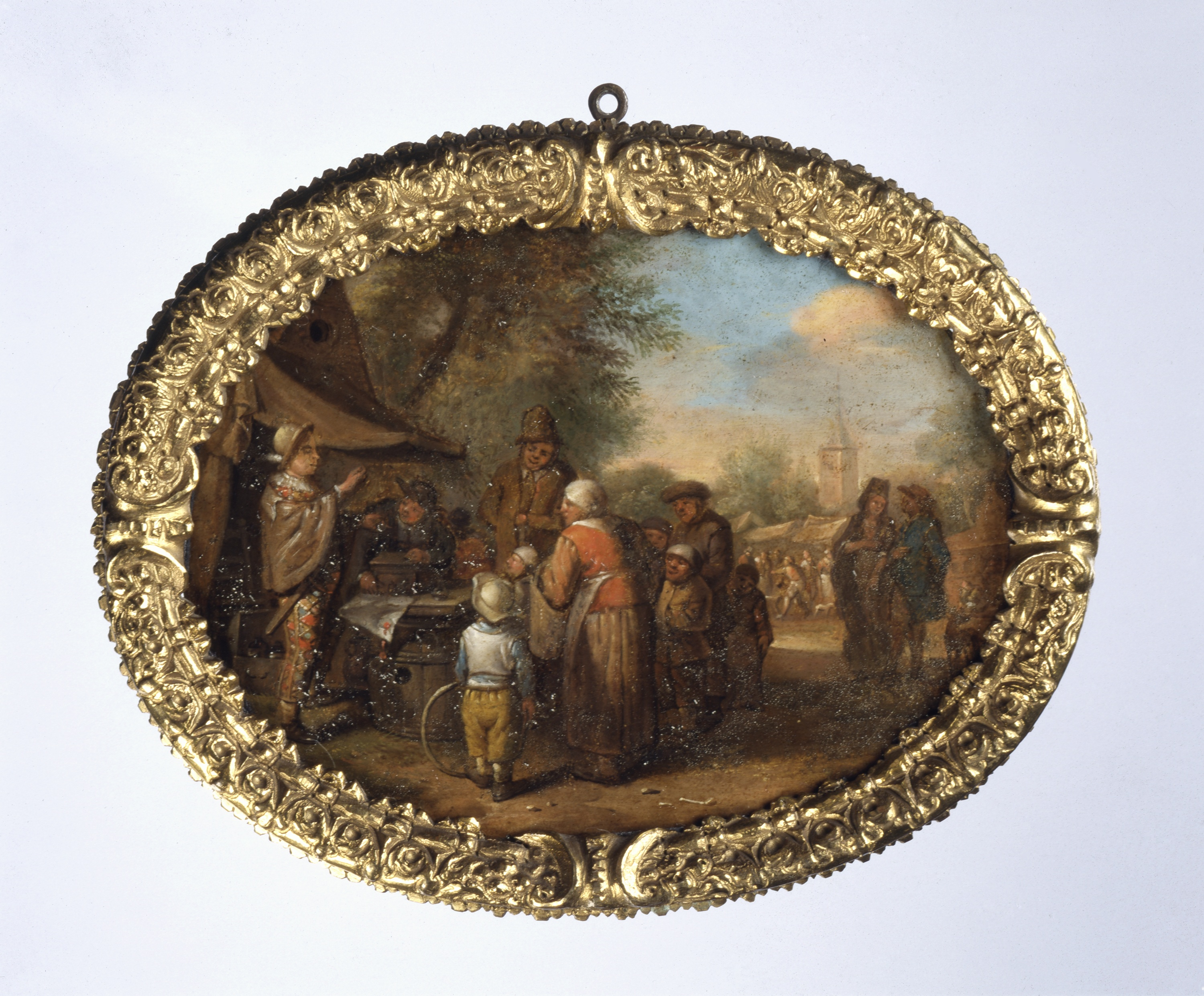
De Kwakzalver
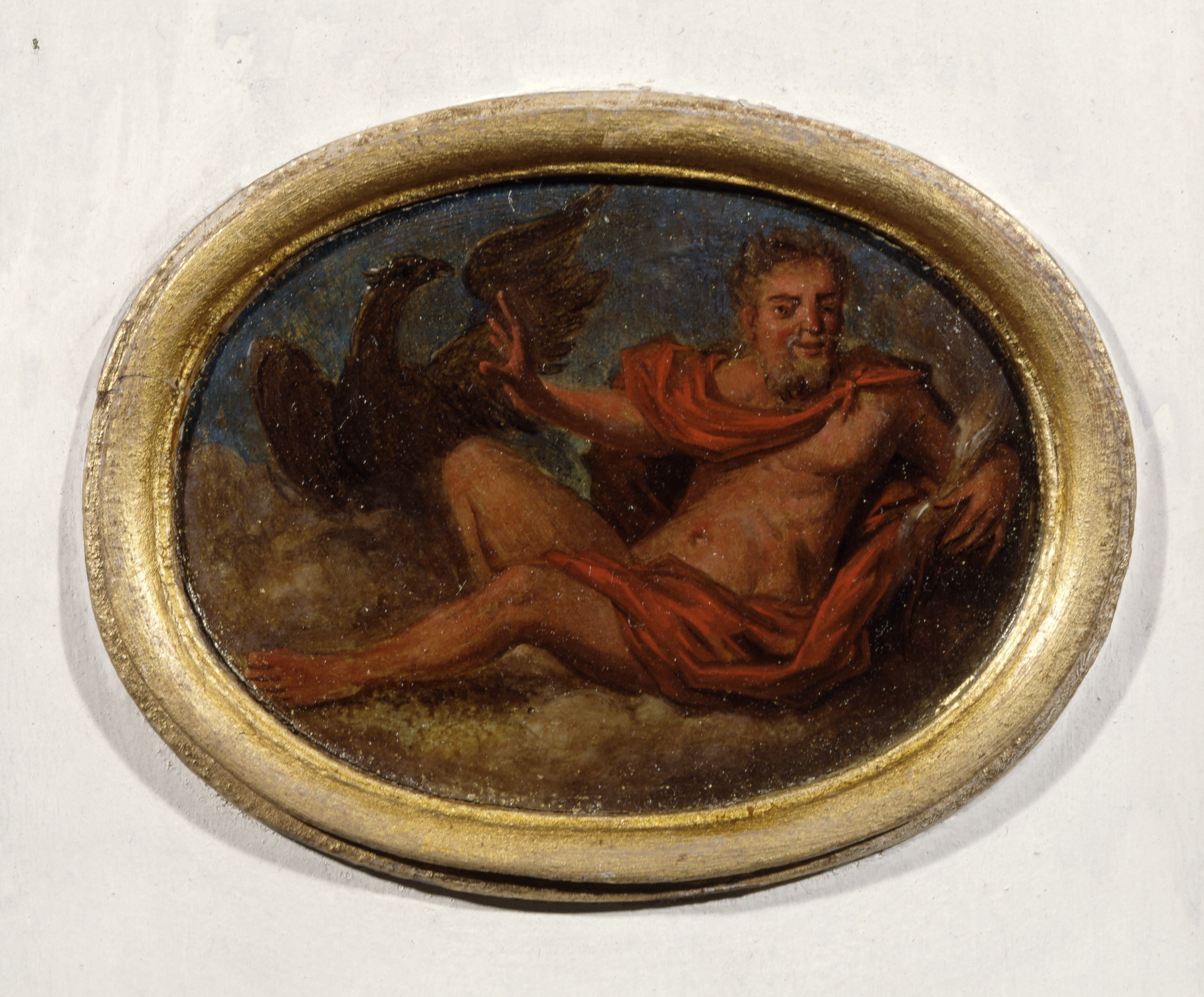
Jupiter